# Новоіскітімськ
Новоіскіті́мськ (рос. Новоискитимск) — селище у складі Кемеровського округу Кемеровської області, Росія.
Стара назва — Куро-Іскітім.

## Населення
Населення — 1168 осіб (2010; 925 у 2002).
Національний склад (станом на 2002 рік):
- росіяни — 90 %